# Protestas en Rusia de 2011-2013
Las protestas en Rusia de 2011-2013 comenzaron como respuesta a lo que electores, periodistas y activistas políticos rusos consideraron fraude electoral en las elecciones legislativas del 4 de diciembre de 2011. y continuaron en 2012 y 2013. Las protestas fueron motivadas por las afirmaciones de periodistas rusos y extranjeros, activistas políticos y miembros del público de que el proceso electoral fue fraudulento.  La Comisión Electoral Central de Rusia declaró que el 11,5% de los informes oficiales de fraude podrían confirmarse como ciertos.

## Antecedentes
De acuerdo con la agencia de noticias estatal Rusa RIA Novosti, más de 1.100 informes oficiales reportaron irregularidades electorales por todo el país, incluyendo fraude electoral, obstrucción al trabajo de los observadores y campaña electoral ilegal. Los miembros de los partidos políticos Rusia Justa, Yábloko y los partidos comunistas informaron que los votantes habían acudido a diferentes centros de votación para votar repetidamente, lo cual es ilegal. El partido Yábloko y el Partido Liberal-Demócrata de Rusia informaron de que algunos de sus observadores habían sido prohibidos por presenciar el cierre de las urnas y de la recolección de imágenes de vídeo, y algunos fueron expulsados sin fundamento de los colegios electorales. El partido de gobierno Rusia Unida, denunció que los partidos opositores habían incurrido en ilegalidades al distribuir folletos y periódicos en los colegios electorales y que, en algunos centros de votación, los electores recibieron la orden de votar por el Partido Comunista, con amenazas de violencia contra ellos si no acataban las órdenes.

### Elecciones de 2011
Hubo varios informes de fraude electoral casi indetectable (intercambio de protocolos finales de los colegios electorales justo antes de la contabilidad final por parte de los presidentes de las mesas) que ocurrieron a altas horas de la noche cuando la mayoría de los observadores se habían ido.
La Comisión Electoral Central emitió un informe el 3 de febrero de 2012, en el que dijo que recibió el total de 1686 informes sobre irregularidades, de los cuales solo 195 (11,5%) fueron confirmados después de la investigación. Un tercero (584) en realidad contenía preguntas sobre los puntos poco claros de la ley electoral, y solo 60 quejas alegaban falsificaciones de los resultados de las elecciones.  El 4 de febrero de 2012, el Comité de Investigación de la Oficina del Fiscal General de la Federación de Rusia anunció que la mayoría de los videos que supuestamente mostraban falsificaciones en los colegios electorales fueron falsificados y distribuidos originalmente desde un solo servidor en California, y la investigación al respecto comenzó.
A pesar de los hallazgos oficiales, las protestas continuaron hasta y más allá de las elecciones presidenciales del 4 de marzo

## Manifestaciones y protestas

La cinta blanca es uno de los símbolos de la protesta.

El 5 de diciembre, las manifestaciones opositoras al gobierno comenzaron en Moscú con alrededor de 5.000 personas, las cuales denunciaban unas elecciones que consideraban viciadas, señalando a su vez al primer ministro, Vladímir Putin, y a su equipo de gobierno como 'cómplices' de este acontecimiento. Dentro de las exigencias que los activistas políticos reclamaban estaban que Putin dimitiera, y otros, en alas más radicales exigían una revolución en el país.
Muchos simpatizantes del gobierno, incluyendo el grupo juvenil Nashi, se movilizaron el 6 de diciembre para manifestar su apoyo al gobierno en compañía de representantes del partido Rusia Unida; en total se concentraron 15.000 jóvenes de Nashi en la Plaza Manézhnaya acompañados de 8.000 efectivos de la Joven Guardia en la plaza de la Revolución. Por otro lado, cerca de 500 activistas del partido Rusia Unida marcharon cerca de la Plaza Roja. Camiones cargados de soldados y policías, así como un cañón de agua, se desplegaron delante a la espera de protestas contra el gobierno; más tarde se supo que 300 manifestantes habían sido detenidos en Moscú en la noche anterior, junto con otras 120 personas en San Petersburgo.
Durante la noche del 6 de diciembre, se informó que había por lo menos 600 manifestantes en la plaza Triumfálnaya coreando consignas contra Putin, mientras que en la Plaza de la Revolución, cercana del Kremlin, los manifestantes se enfrentaron con la policía antidisturbios y las tropas del Ministerio del Interior, con la policía. El número de manifestantes más tarde parece que llegó a más de 1.000 en la plaza Triumfálnaya y decenas de detenciones fueron denunciadas, entre ellas la de Borís Nemtsov, un líder de la oposición y ex viceministro, y la de Aleksei Navalny, un político y activista. Más de 250 personas fueron detenidas, con la policía utilizando buses para transportar a los sospechosos a las estaciones de cargos. Un periodista ruso alegó que fue golpeado por agentes de policía durante el cubrimiento de las protestas. Otras 200 detenciones se registraron en San Petersburgo y Rostov y 25 más en la misma noche de las manifestaciones contra el gobierno. Después de tres horas y media, las protestas de Moscú llegaron a su fin.
Los intentos de organizar una gran protesta en la capital el 7 de diciembre se apagaron debido a la gran presencia policial en la ciudad.

### "Sábado en la Plaza de la Revolución"
Las protestas fueron organizadas a través de un grupo de Facebook "Суббота на Площади Революции" (Sábado en la Plaza de la Revolución); se proyectaban que las manifestaciones fuesen desplegadas en 69 ciudades rusas durante el sábado 10 de diciembre. Por la respuesta del público se esperaban al menos 15.000 manifestantes se reunieran en Moscú, y más de 5.000 en San Petersburgo. A pesar de que las manifestaciones estuviesen planeadas para que se ejercieran durante esta fecha, los simpatizantes del evento crecieron y pedían continuar con las protestas masivas frente a la oposición del gobierno, a pesar del fuerte aumento de la participación prometida en la proyectada manifestación del sábado en Moscú en más de 20.000. En un principio, el permiso fue emitido a la Solidárnost para ejercer una manifestación legal de 300 personas en la Plaza de la Revolución, sin embargo, a partir del 8 de diciembre más de 25.000 aceptaron la invitación para asistir a Facebook. Según Putin, la policía y las fuerzas de seguridad fueron desplegados ese día para hacer frente a cualquier persona que participe en 'protestas ilegales' en Moscú u otras ciudades.

## Cobertura mediática

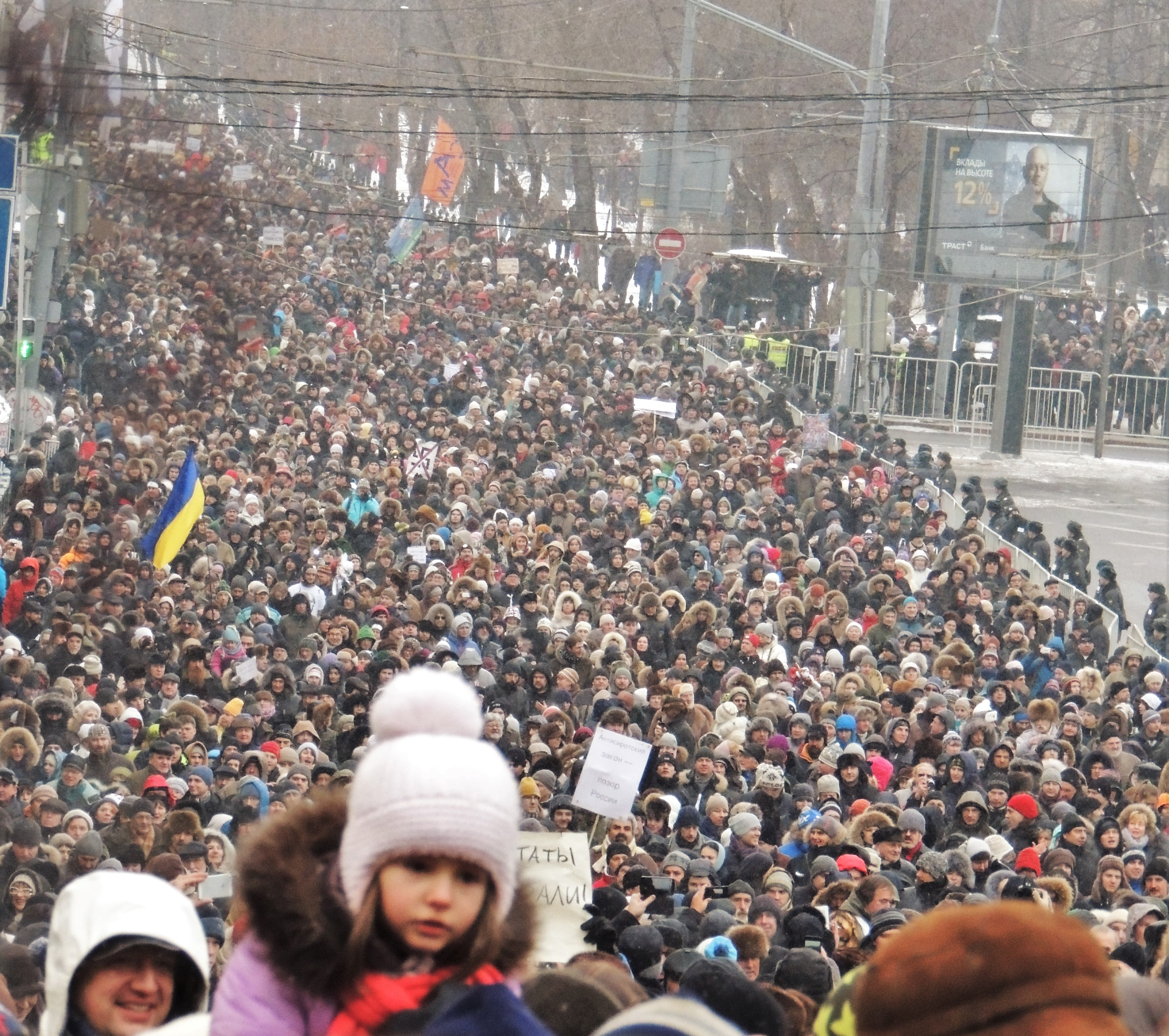
Marcha de la oposición el 13 de enero de 2013 en la plaza Trúbnaya.

Según la BBC, "los canales rusos de televisión estatal han hecho caso omiso de las protestas, dando cobertura sólo a las manifestaciones en apoyo del gobierno".
El canal Estatal ruso de noticias RT difundió un video diciendo que el canal estadounidense Fox News Channel usó imágenes de las protestas en Grecia, con disturbios y personas tirando cócteles molotov a la policía, para cubrir las protestas en Rusia.

## Reacción interna a las protestas
El 7 de diciembre, Mijaíl Gorbachov, expresidente de la Unión Soviética, expresó que creía que unas nuevas elecciones podrían calmar la indignación pública sobre el fraude electoral. A su vez argumentó que el número de rusos que creían que las elecciones fueron amañadas estaba aumentando diariamente y que el gobierno necesitaba escuchar a la opinión pública para prevenir más disturbios civiles.
Por el lado oficialista, Vladímir Putin expresaba que el comentario de la Secretaría de Estado de los Estados Unidos, Hillary Clinton, acerca de las elecciones, marcó el tono de algunos activistas de la oposición para actuar en el escenario de una revolución de color y en sus propios intereses mercenarios políticos. A su vez manifestó que: "es inaceptable cuando el dinero extranjero se bombea en los procesos electorales, que la soberanía de Rusia debe ser defendida de la injerencia extranjera".